# Hadji Halef Omar
Hadji Halef Omar is aanvankelijk de bediende maar stilaan een trouwe partner van Kara Ben Nemsi op zijn reizen door het Turkse Rijk na 1880 in de werken van de Duitse schrijver Karl May. Het is een superklein mannetje met een heel klein baardje. Hij laat zich het liefst bij zijn volledige naam noemen: Hadji Halef Omar Ben Hadji Aboel Abbas Ibn Hadji Dawoed al Gossarah.
Maar in het eerste verhaal Kara Ben Nemsi, de held uit de woestijn komt Kara Ben Nemsi er al vragend achter dat noch zijn vader noch zijn grootvader Mekka ooit hebben gezien. Maar zij waren op weg en dat telt voor Halef. In Egypte schaft hij zich een zweep van nijlpaardenhuid aan en laat zich "aga" noemen.
In dit eerste verhaal is Halef Omar zelf ook op weg naar Mekka en voltooit de Hadj met zijn echtgenote Hanneh. Ook dit verhaal past wel bij het sluwe en snoevende karakter van Halef Omar. Hij krijgt op reis in de omgeving van Mekka het verzoek om een ongetrouwd meisje, de kleindochter van het stamhoofd, op haar Hadj te begeleiden. Omdat ongetrouwde vrouwen niet op Hadj mogen, sluiten Halef Omar en de 15-jarige Hanneh een schijnhuwelijk, dat hem de plicht oplegt haar als invaller "delîl" op de bedevaart te begeleiden en haar bij terugkeer weer maagdelijk terug te geven aan haar vader. Na de bedevaart zal het huwelijk worden ontbonden. De twee raken echter verliefd op elkaar en als Halef na de bedevaart de aartsvijand Aboe Seïf van de stam der Ateïben ombrengt, wordt hij op zijn verzoek middels een volwaardig huwelijk met Hanneh opgenomen in de stam. Hij was zelf lid van de Oelad Selim, een Arabische stam die ergens ten westen van de Sahara woonde.
Omdat de Ateïben in de streek rond Mekka geen goed meer kunnen doen trekken ze richting Mesopotamië om daar te worden opgenomen in de stam van de eerbiedwaardige sjeik Mohammed Emin van de Sjammar Haddedihn. Dit alles is voor Hadji Halef Omar geen belemmering om Kara Ben Nemsi te blijven vergezellen bij zijn omzwervingen door het Turkse Rijk. Aan het eind van de reeks is hij zelf de sjeik van Sjammar Haddedihn.

## Trivia
- De Duitse discogroep Dschinghis Khan werd door dit fictieve personage geïnspireerd in hun nummer "Hadschi Halef Omar", een discohit uit 1980.[3]